# Pomorie
Pomorie (bułg.: Поморие, w jęz. polskim także Pomorije) – miasto w Bułgarii, w obwodzie Burgas, siedziba gminy Pomorie. Położone na wybrzeżu Morza Czarnego. W mieście znajduje się port rybacki i pasażerski. Według danych Narodowego Instytutu Statystycznego, 31 grudnia 2011 roku miasto liczyło 13 525 mieszkańców. W mieście rozwinął się przemysł spożywczy.
Pomorie zostało założone przez starożytnych Greków pod nazwą Anchialos (stgr. Ἀγχίαλος), wywodzącą się ze starożytnej greki: „anchi-” („blisko, przy”) oraz „als-” (oznaczającego „sól” lub rzadkie i poetyckie określenie „morze”). Nazwa ta nawiązywała do pozyskiwanej w osadzie soli, której zaś używano do solenia złowionych ryb. W łacinie nazwa ta została przekształcona na Anchialus. Bułgarzy nazywali to miasto Tuthom, choć powszechniejsza w języku bułgarskim nazwa to Анхиало, Anchialo, oparta na greckim pierwowzorze. W okresie panowania osmańskiego miasto nosiło nazwę Ahyolu. W 1934 roku miasto zostało przemianowane na Pomorie, co pochodzi od bułgarskich słów „po-” (w tym kontekście „przy, obok”) oraz „more” („morze”), co odpowiada jednej z dwóch etymologii pierwotnej greckiej nazwy.

## Historia
- V wiek p.n.e. – pierwsze wzmianki pochodzą z Geographica Strabona jako kolonii greckiej Apollonia (dzisiaj Sozopol)
- 708 – bitwa pomiędzy Bizancjum a królestwem Bułgarii
- 763 – kolejna bitwa[7] pomiędzy Bizancjum a królestwem Bułgarii
- 917 – trzecia bitwa pomiędzy Bizancjum a carstwem Bułgarii.